# Baie Bouzanquet
Baie Bouzanquet är en vik i Kanada.   Den ligger i provinsen Québec, i den sydöstra delen av landet, 300 km norr om huvudstaden Ottawa.
I omgivningarna runt Baie Bouzanquet växer i huvudsak blandskog. Trakten runt Baie Bouzanquet är nära nog obefolkad, med mindre än två invånare per kvadratkilometer.